# Vedran Ivčić
Vedran Ivčić (Zadar, 1951. – Split, 26. studenog 2003.), bio je hrvatski pjevač i skladatelj.

## Glazbena karijera
Rođeni Zadranin, snimio je desetak albuma, među njima i "Peškariju s braćom", s Tomislavom Ivčićem i Đanijem Maršanom. Posljednjih godina života izdao je četiri albuma, među njima i vrlo zapažene "Suze moje majke" te "Više od života". Mnogi su mu albumi postigli zavidnu nakladu: četiri su postala zlatna, a tri srebrna.
Vedran Ivčić počeo je pjevati krajem 60-ih godina s različitim sastavima na tada popularnim gradskim plesnjacima i ljetnim terasama. Njegove prve gramofonske snimke datiraju iz 1972. godine, kada je snimio pjesme "Berekin" i "Bakalar", skladbe koje se i danas rado slušaju. 
Bio je rado viđen gost na mnogobrojnim feštama i priredbama, te posebno omiljen među hrvatskim iseljenicima. Često je pjevao i nastupao u sredinama s brojnijom hrvatskom populacijom, osobito u različitim gradovima Australije. Za njim su ostale interpretacije mnogih lijepih pjesama, od "Berekina" s kojim je počeo do tradicionalne "Ludo more", pjesme koju je upravo on popularizirao i često izvodio.
Njegova braća su poznatiji hrvatski pjevači: mlađi Tomislav Ivčić, kao i stariji polubrat Đani Maršan, u novije vrijeme i diplomat.

## Vanjske poveznice
- Diskografija